# Jacopo Sansovino

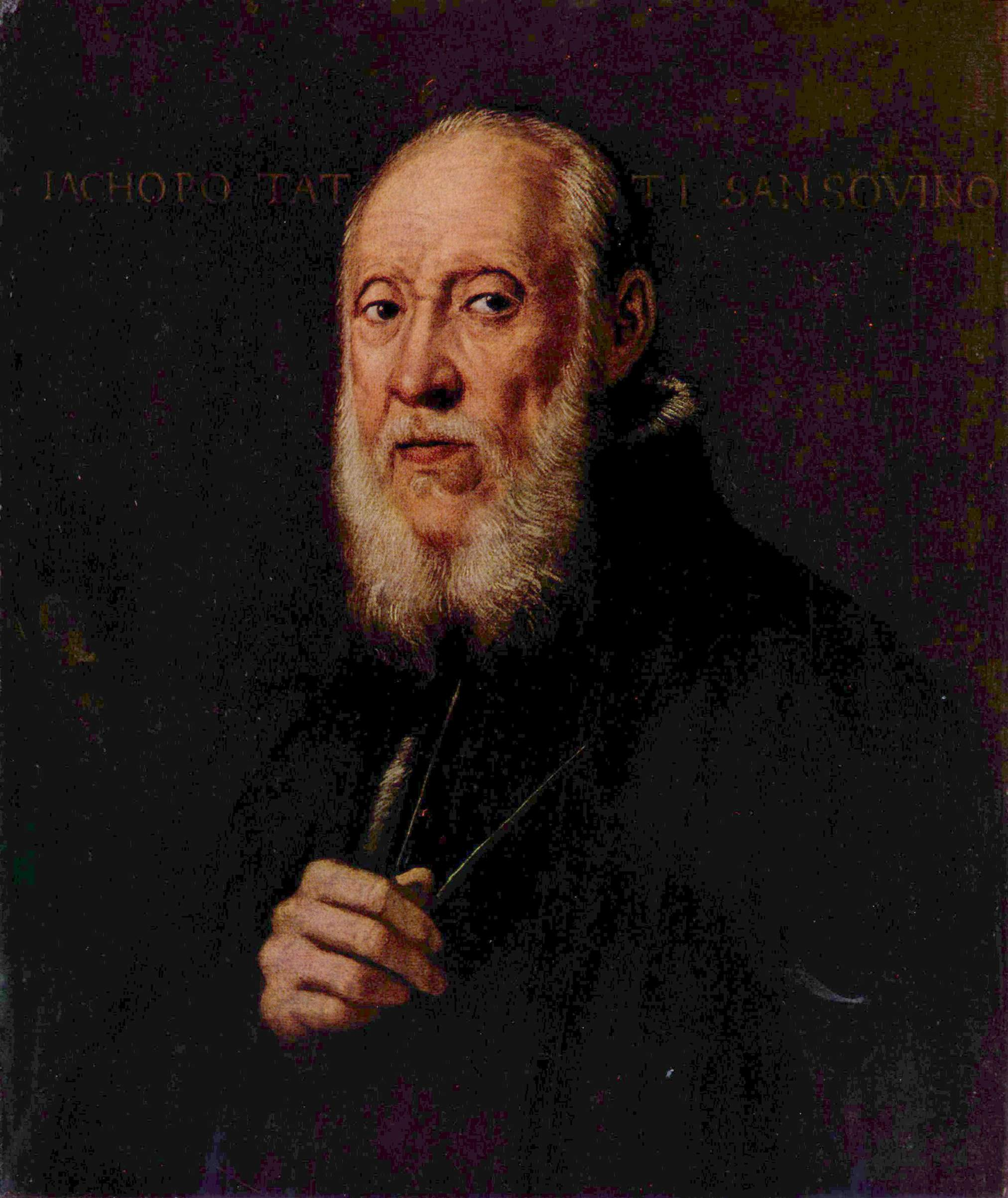
Tintoretto: Porträt Jacopo Sansovino, 1560–70, Uffizien, Florenz

Jacopo Sansovino (eigentlich Jacopo Tatti bzw. Jacopo d’Antonio Tatti, * 2. Juli 1486 in Florenz; † 27. November 1570 in Venedig) war ein italienischer Bildhauer und Architekt der Renaissance.

## Leben

### Florenz und Rom 1486–1527
Sansovino wurde in Florenz als Sohn eines Matratzenmachers geboren. Um 1501 trat er in die Werkstatt des Andrea Sansovino ein, dessen Namen er später annahm. Um 1506 ging er auf Einladung des Giuliano da Sangallo nach Rom, wo er Bramante und Raffael kennenlernte. Sangallo beschäftigte ihn als Mitarbeiter an den Arbeiten am Belvedere des Vatikans. In Rom war er vor allem als Bildhauer und als Restaurator antiker Statuen tätig. Im Jahre 1511 kehrte er nach Florenz zurück und nahm am Wettbewerb um eine für den Mercato nuovo bestimmte Figur teil, ohne jedoch den Auftrag zu erhalten. Seine erste wichtige Florentiner Arbeit war eine Statue des Heiligen Jakobus für den Florentiner Dom und eine Bacchus-Statue für Giovanni Bartolini.
Im Jahre 1515 wurde Leo X., Papst aus dem Hause Medici, in Florenz feierlich empfangen. Sansovino war wie viele andere Florentiner Künstler an der Festdekoration für diesen Anlass beteiligt. Als der Papst einen Wettbewerb für die Gestaltung der bis heute roh belassenen Fassade der Basilica di San Lorenzo di Firenze ausschrieb, unterlag Sansovino gegen Michelangelo.
Von 1518 bis 1527 hielt sich Sansovino wieder in Rom auf, wo er neben seiner Tätigkeit als Bildhauer auch als Architekt arbeitete. Aus dieser Zeit stammen die Entwürfe für die Kirchen San Giovanni dei Fiorentini und San Marcello al Corso. Durch den Sacco di Roma, die Plünderung Roms durch die Truppen von Kaiser Karl V., wurde der Bau von San Marcello abgebrochen und Sansovino floh, wie viele seiner Kollegen, aus Rom. Auf seiner Reise nach Frankreich machte er Station in Venedig, das er bis zu seinem Lebensende, außer für einen Besuch in seiner Heimatstadt Florenz im Jahre 1540, nicht mehr verließ.

### Venedig 1527–1570

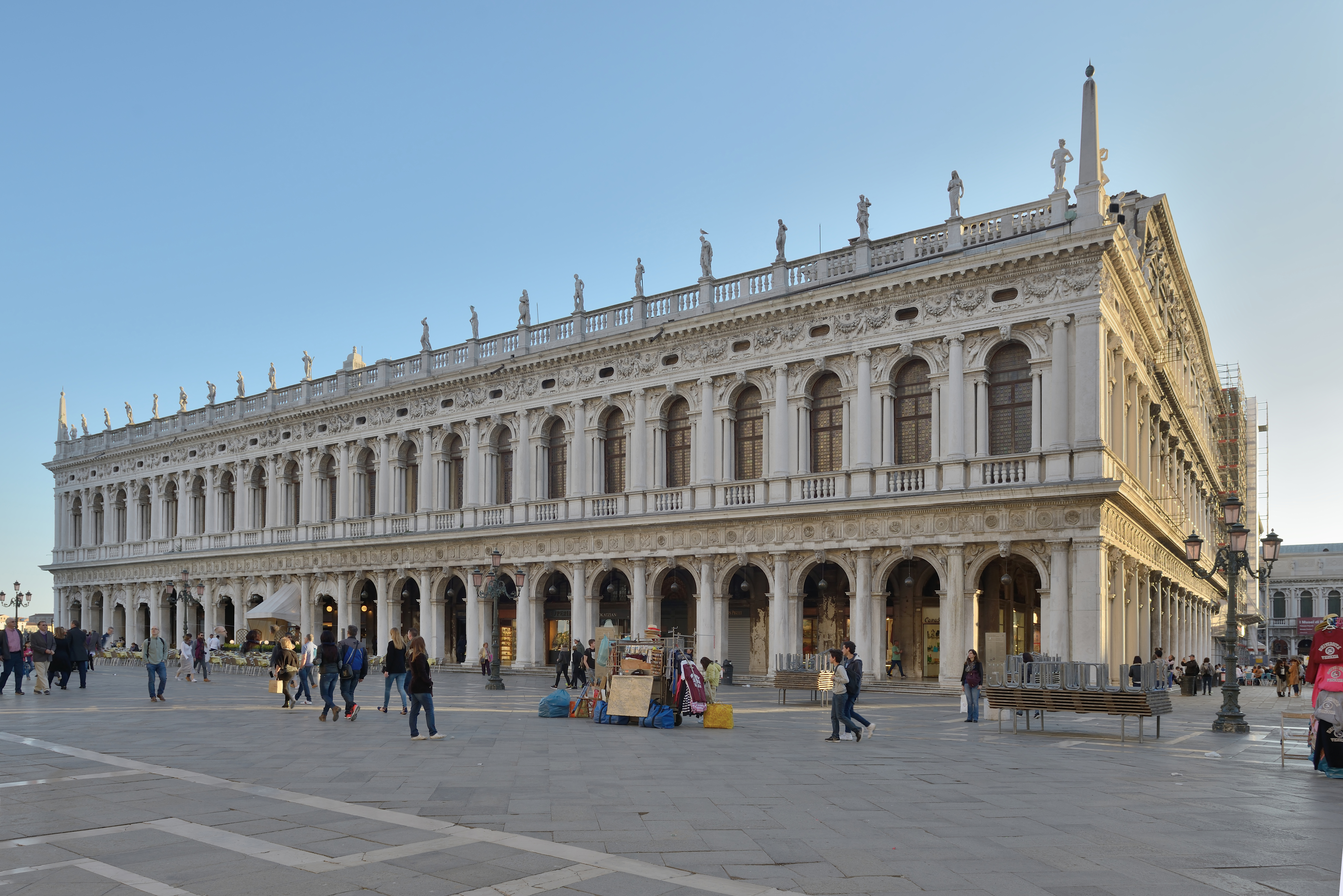
Libreria di San Marco

Auf Empfehlung des Kardinals Grimani erhielt er 1527 vom Dogen Andrea Gritti den Auftrag zur Restaurierung der Hauptkuppel von San Marco. Bereits zwei Jahre später wurde er zum proto, zum obersten Baumeister an San Marco ernannt. Er gestaltete den Chor mit zwei Kanzeln um. Im gleichen Jahr begann er mit der umfassenden Neugestaltung des Marktplatzes: Umgestaltung und Fertigstellung der Alten Prokuratien, Neubau der Zecca, der Loggetta del Campanile und der Biblioteca Marciana (Libreria di San Marco). Das Gewölbe eines Saales der Libreria stürzte ein, was Sansovino einen Aufenthalt im Gefängnis einbrachte. Gleichzeitig bekam er zahlreiche Aufträge für Skulpturen und Reliefs vor allem aus Bronze, die in seiner großen Werkstatt ausgeführt wurden.
Durch die Freundschaft mit Aretino und mit Tizian erhielt er Zugang zum venezianischen Patriziat. Sansovino war bis zu seinem Tod der am höchsten angesehene und einflussreichste Architekt und Bildhauer Venedigs.

## Werke

### Bauten

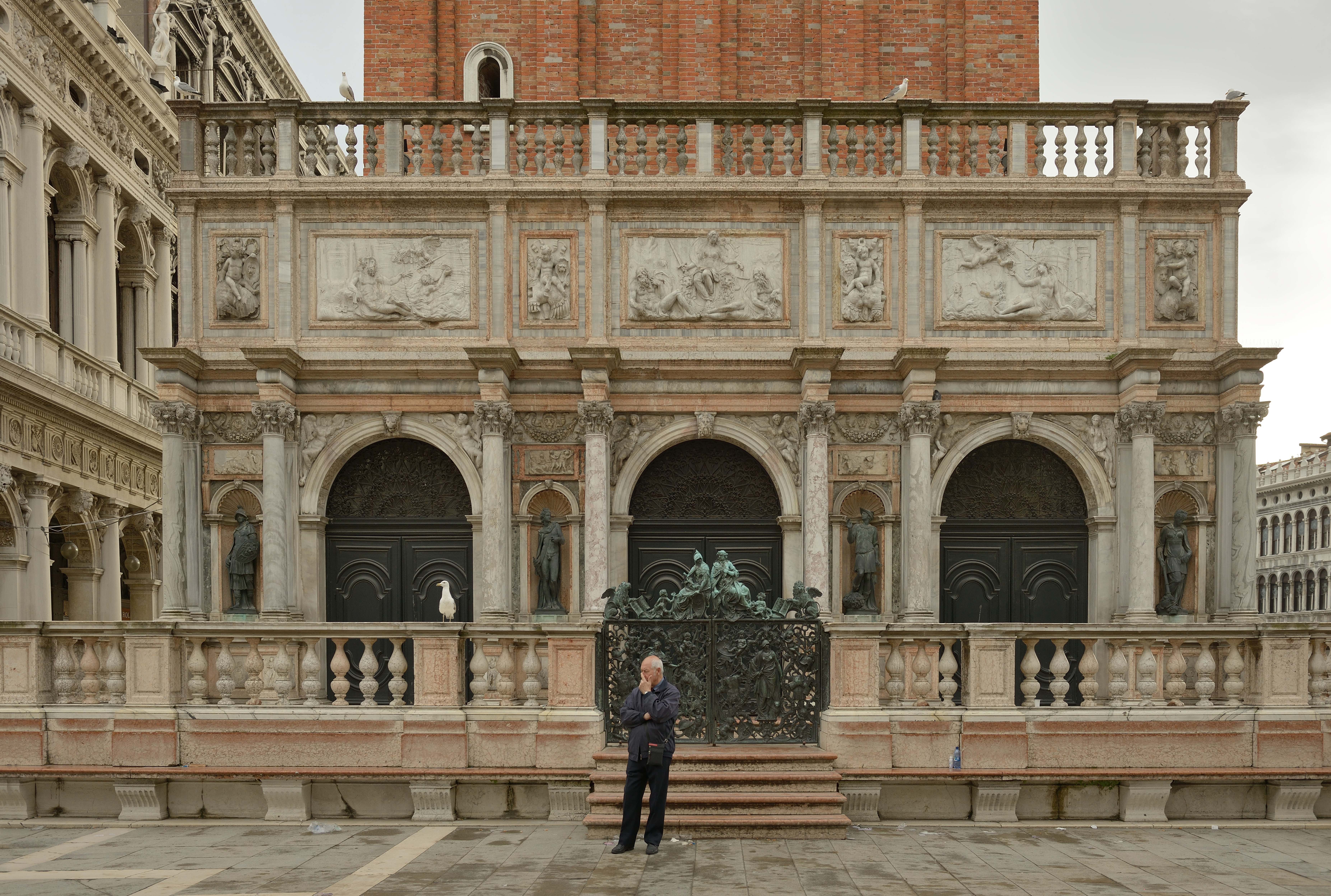
Loggetta

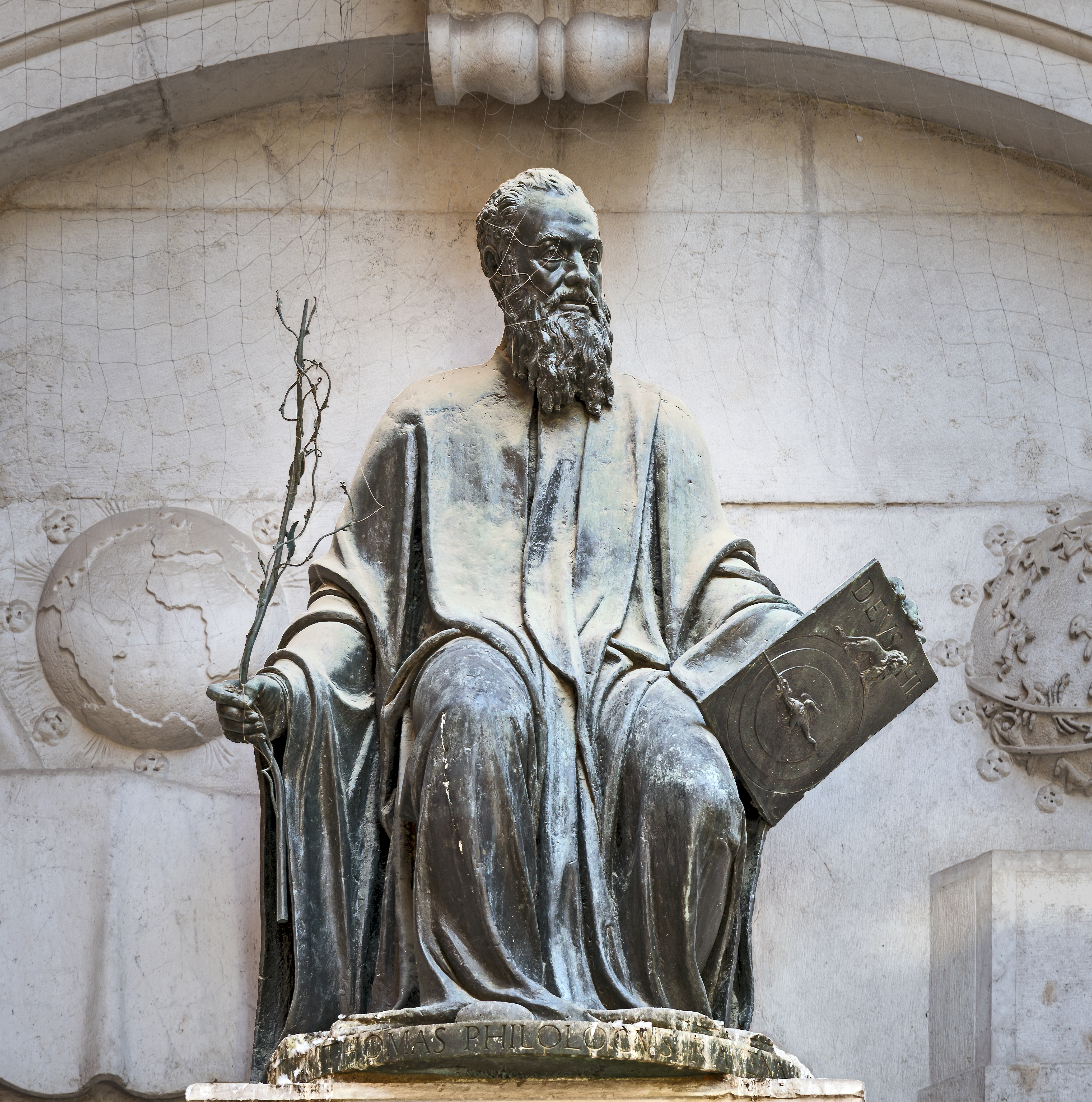
Erneuerung des Baus und Entwurf der Fassade San Zulian in Venedig

- Neugestaltung der Piazza und der Piazzetta in Venedig mit

1. Libreria di San Marco auf der Piazzetta, begonnen von Sansovino 1536, vollendet von Vincenzo Scamozzi 1583
2. Zecca, die Münze von Venedig, Bauzeit 1537–1554
3. Loggetta am Fuß des Campanile, Bauzeit 1537–1540
4. Alte Prokuratien, ab 1532 Fortführung und Vollendung des Baus von Buon und Grigi durch Sansovino
5. San Geminiano, Grablege Sansovinos, 1807 unter Napoleon abgerissen

- San Francesco della Vigna in Venedig, 1534, Kirchenbau von Sansovino, Fassade 1568–1572 von Palladio
- San Zulian in Venedig, 1553–1554, Erneuerung des Baus und Entwurf der Fassade von Sansovino
- Villa Garzoni in Pontecasale, um 1530
- Fassade für den Palazzo Corner, genannt Ca’ Grande, vor 1561
- Grabmal für den Dogen Francesco Venier, 1555 bis 1560, in der Kirche San Salvatore in Venedig
- Palazzo Strozzi Gaddi Niccolini (umstritten)

### Skulpturen

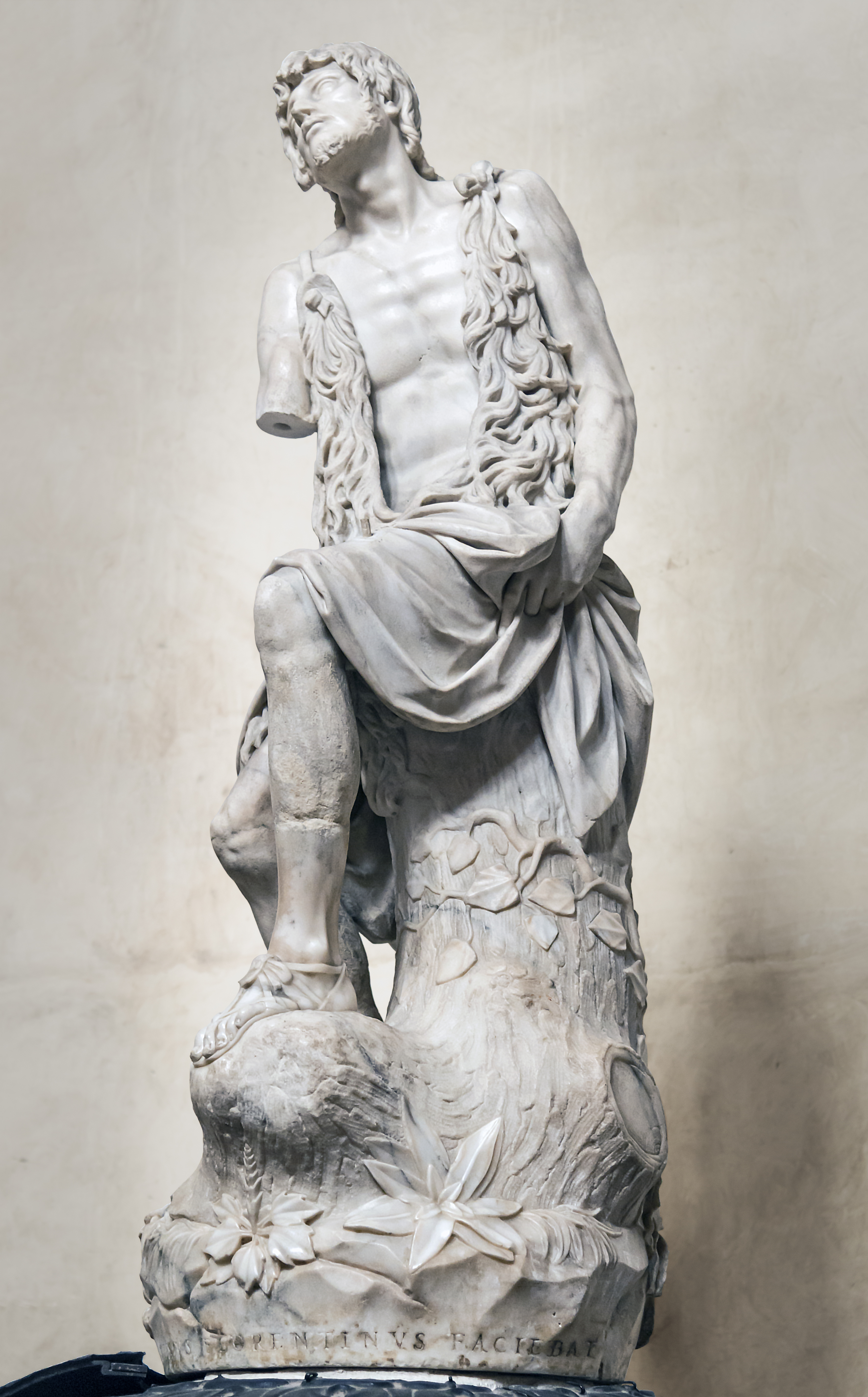
Johannes der Täufer, Frari-Kirche, Venedig

- Sakristeitür von San Marco, Relief aus Bronze. 1546–1553, Aufstellung 1572. Thema ist die Grablegung und die Auferstehung Christi
- Die zwei Giganten, auch Mars und Neptun; Marmor, aufgestellt am Kopf der Freitreppe Scala dei Giganti im Hof des Dogenpalastes
- Madonna del Parto, Sant’Agostino, Rom
- Johannes der Täufer, Frari-Kirche, Venedig
- Sacra Conversazione, Relief; Ton in weißer Fassung; teilweise Gold und Bemalung; 1530; Bode-Museum Berlin